# Władysław Kułacz
Władysław Ihorowycz Kułacz, ukr. Владислав Ігорович Кулач (ur. 7 maja 1993 w Doniecku) – ukraiński piłkarz, grający na pozycji napastnika.

## Kariera piłkarska

### Kariera klubowa
Wychowanek klubu Olimpik Donieck oraz Akademii Piłkarskiej Szachtar Donieck, których barwy bronił w juniorskich mistrzostwach Ukrainy (DJuFL). 14 marca 2010 rozpoczął karierę piłkarską w trzeciej drużynie Szachtara Donieck. W czerwcu 2013 został wypożyczony do Illicziwca Mariupol. 21 stycznia 2015 został wypożyczony do Metałurha Zaporoże. 3 lipca 2015 przeszedł do Metałurha Donieck, a po jego rozformowaniu wkrótce przeniósł się do Stali Dnieprodzierżyńsk. W styczniu 2016 został wypożyczony do tureckiego Eskişehirsporu. W sezonie 2016/17 ponownie wypożyczony tym razem do Zorii Ługańsk. 15 czerwca 2017 został wypożyczony do Worskły Połtawa. 12 stycznia 2019 opuścił połtawski klub, a już 20 lutego został piłkarzem FK Oleksandria. 10 lipca 2019 zmienił klub na Budapest Honvéd FC. 20 stycznia 2020 jako wolny agent wrócił do Worskły Połtawa.

### Kariera reprezentacyjna
Występował w juniorskich reprezentacjach Ukrainy U-17 i U-19. Od 2013 regularnie jest powoływany do młodzieżowej reprezentacji Ukrainy.